# Ворон Андрій Михайлович
Андрій Михайлович Ворон (нар. 7 листопада 1901, с. Чума Уґочанський комітат, Австро-Угорщина, нині с. Затисівка Виноградівський район Закарпатська область — пом. 22 червня 1962, Хуст, УРСР) — український громадський, політичний та освітній діяч Закарпаття, письменник, журналіст та перекладач, генеральний секретар Українського Національного Об'єднання.

## Життєпис
Андрій Ворон народився 7 листопада 1901 року в селі Чума Уґочанського комітатя, нині с.Затисівка Виноградівський район Закарпатська область у незаможній селянській родині. Навчався спочатку у церковній школі, згодом у горожанській школі в Марія-Повчанському монастирі нинішньої медьє Саболч-Сатмар-Берег Угорщини. У 1921 році закінчив Ужгородську учительську семінарію.
Після закінчення семінарії працював у селі Березники Свалявського району. У 1923 році Андрій Ворон працював заступником редактора газети «Русин». Брав активну участь у просвітительській роботі, був членом редколегії часопису «Учительський голос», на сторінках якого відстоює право дітей навчатися рідною мовою. Друкувався в газетах «Наука», «Свобода», часописах «Пчілка», «Підкарпатська Русь», «Наша Земля».
У 1924 році працював у Мукачівській горожанській школі. 1936 року його оповідання «Василька проганяють», «Смертний потяг», «Марійка пастушкою» були опубліковані в «Альманасі підкарпатських українських письменників».
До 1938 року вчителював на Іршавщині, Виноградівщині, Рахівщині. В Рахові одружується на дочці директора Рахівської школи Скіби Йосифа-Елізаветті-Олені. У 1935 році Андрій Ворон працював у Севлюській горожанській школі. 1936 року у Севлюші під його редакцією вийшов Альманах підкарпатських українських письменників.
Після проголошення Карпатської України у 1939 році був секретарем міністра господарства Юліяна Ревая. У січні 1939 року в Хусті було засновано Українське національне об'єднання, Андрія Ворона було обрано генеральним секретарем партії.
Після окупації Карпатської України угорськими військами Андрія Ворона заарештували та ув'язнили спочатку в концтабір Вар'юлопош поблизу Ньїредьгази, а потім у тячівську в'язницю. Після звільнення Андрій Ворон працював рахівником на тартаку у Верхній Віршаві (тепер Румунія) та писарем в адвокатській конторі Миколи Бандусяка, займався літературною діяльністю, співпрацював з «Подкарпатским обществом наук». Окремим виданням, під псевдонімом «Крук», вийшла збірка оповідань Мора Йокаї «Дві отданці» у 1942 році в перекладі українською мовою та авторська збірка оповідань «Гуцульська помста» у 1944 році.
Під час радянської окупації у 1944 році Андрій Ворон був арештований як український буржуазний націоналіст. За браком доказів був звільнений, працював перекладачем чеської та угорської мов. У складі однієї з військових частин закінчив Другу світову війну у Празі.
Демобілізувався та повернувся додому Андрій Ворон наприкінці червня 1945 року. Викладав історію в Хустському педагогічному училищі. Однак потрапляє під нагляд органів КДБ. У його житлі було зроблено обшук, забрано значну частину бібліотеки, в тому числі твори Бориса Грінченка, Володимира Винниченка, поезії Олександра Олеся. У школі працювати Андрію Ворону заборонили.
З осені 1946 року і до виходу на пенсію змінив шістнадцять місць праці. Працював у райспоживспілці, артілі «Пекар», на гідрометеостанції, у шляховій організації, на щебеневому заводі, фетро-фільцевій фабриці тощо.
Помер Андрій Ворон 22 червня 1962 року в Хусті.

## Доробок
- Ворон, А. Смертний потяг. Іванкові на могилу // Літературна Виноградівщина. Минуле і сучасне: збірник творів письменників та літературних аматорів Виноградівщини / упоряд. Василь Кіш. — Виноградів. — 1995. — 65 с.
- Ворон, А. Буря // Закарпатське оповідання ХХ століття: Антологія/ Упорядкування, передмова, підготовка текстів, примітки та словник П. М. Ходанича. — Ужгород: ВАТ "Видавництво «Закарпаття», 2002. — 528 с.
- Ворон, А. Марійка пастиркою // Закарпатське оповідання ХХ століття: Антологія/ Упорядкування, передмова, підготовка текстів, примітки та словник П. М. Ходанича. — Ужгород: ВАТ "Видавництво «Закарпаття», 2002. — 528 с
- Альманах підкарпатських українських письменників / під ред.: А. Ворона, М. Храпка. — Севлюш: б. в., 1936. — 182, 2 с. [Архівовано 28 січня 2021 у Wayback Machine.]